# Естественные системы единиц
Естественные системы единиц — системы физических единиц измерения, использующие в качестве единиц измерения только
универсальные физические постоянные (такие как скорость света {\displaystyle c}, постоянная Планка {\displaystyle \hbar },
масса электрона {\displaystyle m} и т. д.). Эти константы обычно опускаются в математических формулах, описывающих физические законы, что очевидно упрощает вычисления с применением естественных систем единиц. Для перехода от обычных к естественным системам единиц физические величины умножаются на соответствующие степени универсальных физических постоянных, чтобы получить безразмерные величины или величины с размерностью длины в соответствующей степени. Для обратного перехода от естественных к обычным системам единиц измерения полученные значения умножаются на соответствующие степени универсальных физических постоянных с целью восстановления физической размерности в обычных системах единиц.

### Стоуниевские единицы
Основная статья: Стоуниевские единицы

### Единицы Лоренца — Хэвисайда
Основная статья: '''Единицы Лоренца — Хэвисайда'''

### Гауссовские единицы
Основная статья: '''Гауссовские единицы'''